# Крайовская архиепископия
Крайовская архиепископия (рум. Arhiepiscopia Craiovei) — епархия Румынской православной церкви с центром в городе Крайова. Входит в состав Олтенской митрополии. Объединяет приходы и монастыри жудецов Долж и Горж.
Архиепископ Крайовский одновременно является митрополитом Олтенским и управляет Олтенской митрополией. Правящим архиепископом с 2008 года является Ириней (Попа).

## История
Крайовская архиепископия была основана 24 мая 1947 года в пределах жудецов Долж, Горж и Мехединци. С 1949 года стала главной епархией восстановленной Олтенской митрополии. В 2003 году жудец Мехединци передан в состав новообразованной Северинской и Стрехайской епархии.

## Благочиния
На территории жудеца Долж:
- Крайова Север — 122 прихода
- Крайова Юг — 118 приходов
- Бэйлешти — 86 приходов

На территории жудеца Горж:
- Тыргу-Жиу Север — 74 прихода
- Тыргу-Жиу Юг — 74 прихода
- Тыргу-Кэрбунешти — 95 приходов

## Монастыри
На территории жудеца Долж:
- Монастырь Святого Великомученика Димитрия
- Монастырь Всех Святых
- Монастырь Кырча
- Монастырь Житиану
- Монастырь Маглавит
- Монастырь Попынзэлешти
- Монастырь Садова
- Монастырь Святого Георгия

На территории жудеца Горж:
- Монастырь Красна
- Монастырь Дялу
- Монастырь Икоана
- Монастырь Лайнич
- Монастырь Логрешти
- Монастырь Половраги
- Монастырь Святого Иоанна Крестителя
- Монастырь Тисмана
- Монастырь Святой Троицы
- Монастырь Висина
- Монастырь Святого Илии
- Монастырь Святых Царей Константина и Елены и Святого Димитрия
- Монастырь Иоанна Златоуста

## Архиереи
Крайовское викариатство
- Геннадий (Енэчану) (2 февраля 1885 — 10 декабря 1886)
- Афанасий (Миронеску) (5 февраля 1895 — 12 марта 1898)
- Герасим (Сафирин) (6 июля 1899 — 17 февраля 1900)
- Софроний (Вулпеску) (18 мая 1900 — 5 мая 1913)
- Алексий (Шербан) (22 декабря 1913—1921)
- Галактион (Кордун) (27 марта 1935 — 28 октября 1938)
- Ириней (Михэлческу) (1 ноября 1938 — 29 ноября 1939)

Крайовская архиепископия
- Нифон (Кривяну) (21 декабря 1939 — 20 апреля 1945)
- Фирмилиан (Марин) (28 декабря 1947 — 29 октября 1972)
- Феоктист (Арэпашу) (28 февраля 1973 — 25 сентября 1977)
- Нестор (Ворническу) (20 апреля 1978 — 17 мая 2000)
- Феофан (Саву) (3 октября 2000 — 4 марта 2008)
- Ириней (Попа) (с 27 июля 2008 года)